# Anabasis calcarea
Anabasis calcarea là loài thực vật có hoa thuộc họ Dền. Loài này được (Charif & Aellen) Bokhari & Wendelbo mô tả khoa học đầu tiên năm 1978.